# Ordinul Steaua Roșie
Ordinul Steaua Roșie (în rusă Орден Красной Звезды, transliterat: Orden Krasnoi Zvezdî) a fost o decorație militară a Uniunii Sovietice. Acest ordin a fost instituit prin Decretul prezidiului Comitetului executiv central al URSS din 6 aprilie 1930. Statutul ordinului a fost stabilit prin Decretul prezidiului Comitetului executiv central al URSS din 5 mai 1930.
Ordinul a fost înființat pentru a recompensa marile servicii în apărarea URSS atât în timp de război, cât și în timp de pace, în asigurarea securității statului.
Ordinul Stelei Roșii a fost acordat:
- militarilor armatei sovietice, ai marinei, ai trupelor de frontieră și ai trupelor interne, angajați ai Comitetului de securitate de stat al URSS, precum și soldaților și ofițerilor comandanți ai ministerului afacerilor interne;
- unităților militare, nave de război, formațiuni și asociații, întreprinderi, instituții, organizații.

Militarii din statele străine au putut primi, de asemenea, Ordinul Steaua Roșie.
Ultima dată s-a acordat la 24 decembrie 1991.